# Pinetell
|  | No s'ha de confondre amb Rovelló. |

El pinetell, pinetell ver, rovelló d'obaga, esclata-sang, pebràs, pinenca o roget (Lactarius deliciosus, del llatí lactarius, 'que té llet' i deliciosus, 'deliciós') és una espècie de fong de l'ordre dels russulals (Russulales), família de les russulàcies. A Catalunya és un dels bolets més apreciats gastronòmicament.
Al Berguedà, Barcelona i els vallesos se solen confondre amb els rovellons (Lactarius sanguifluus), també molt apreciats gastronòmicament. Ambdós són, sens dubte, els bolets comestibles de bosc més coneguts a Catalunya.

## Descripció
El seu barret té una mida de 5 a 15 centímetres de diàmetre, amb el marge involut en els exemplars joves. La cutícula llisa presenta cercles concèntrics de color ataronjat i vermellosos. Sovint presenta taques verdes, sobretot a les ferides. Les làmines inferiors són de color ataronjat podent presentar taques verdes.
El peu, de color blanc puntejat de taronja viu, fa entre 3 i 5 centímetres d'alt, i entre 1 i 3 centímetres de diàmetre.
El pinetell desprèn un làtex de color taronja i gust dolç, que el distingeix del rovelló (Lactarius sanguifluus), amb qui es confon sovint. En alguns indrets el pinetell rep el nom de rovelló o rovelló d'obaga, incrementant la confusió entre ambdues espècies.

## Hàbitat
Creix a les pinedes i prop de les ginebres, sobre tota mena de sòls. A Catalunya és un bolet abundant, que es fa des del litoral fins als Pirineus. Fructifica des de final de l'estiu, fins a l'arribada dels primers freds de l'hivern.
Al País Valencià creix a les muntanyes de l'interior. A causa de l'escassetat de pluges i al seu creixement prop d'arbusts aromàtics, es caracteritza per un sabor i textura una mica diferent del bolet del nord.
També creixen al sud-oest i a la costa sud de Turquia. A Amèrica es poden trobar als boscos de Xile. A Oceania es troben a Nova Zelanda i a Austràlia. La zona de Nova Gal·les del Sud és molt popular entre els boletaires, on els bolets es fan molt grans. Molts habitants d'Austràlia d'origen europeu van a buscar-los cada tardor. A Xipre també és un passatemps molt comú.

## Gastronomia
És un bolet molt usat en la gastronomia dels Països Catalans. A França també es fa servir en la cuina provençal. A Polònia són també força populars i es serveixen fregits amb mantega o marinats.